# Aksoplazma
Aksoplazma – cytoplazma neurytu (aksonu). Zawiera bardzo mało organelli, natomiast sporo neurofilamentów oraz mikrotubul.
Od zewnątrz otoczona jest cienką błoną komórkową – aksolemą.